# 浅見琴葉
浅見 琴葉 (あさみ ことは、英語: Kotoha Asami 1992年12月24日 - ) は、日本のプロフィギュアスケーター。元フィギュアスケート選手 (女子シングル) 。
現在は、プリンスアイスワールドチームの一員として活動している。

## 経歴
埼玉県川越市出身。川越南高校、日本大学卒業。
2007-08シーズン、全日本ジュニア選手権に初出場し24 位。
2014-15シーズンで現役を引退し、現在はプロフィギュアスケーターとして、プリンスアイスワールドチームの一員として活動している。

## プログラム使用曲
| シーズン  | SP                             | FS                                            |
| --------- | ------------------------------ | --------------------------------------------- |
| 2014-2015 | 即興協奏曲 振付：浅野敬子      | ワルソー・コンチェルト 振付：浅野敬子         |
| 2013-2014 | Midnight Garden 振付：浅野敬子 | ラフマニノフ ピアノ協奏曲第3番 振付：浅野敬子 |
| 2012-2013 | Jealousy 振付：浅野敬子        | ラフマニノフ ピアノ協奏曲第3番 振付：浅野敬子 |
| 2011-2012 | 風と共に去りぬ 振付：浅野敬子  | スペイン奇想曲 振付：浅野敬子                 |
| 2009-2011 | Arabian Night 振付：浅野敬子   | Black Swan 振付：浅野敬子                     |
| 2008-2009 | My Fair Lady 振付：浅野敬子    | 愛の言葉、タイスの瞑想曲 振付：浅野敬子       |
| 2007-2008 | My Fair Lady 振付：浅野敬子    | 眠れる森の美女 振付：浅野敬子                 |